# Giovanni Battista Borghese
Giovanni Battista Borghese, II principe di Sulmona (Roma, 14 ottobre 1639 – Roma, 25 agosto 1717), è stato un nobile italiano.

## Biografia

### Infanzia
Giovanni Battista nacque a Roma il 14 ottobre 1639, figlio di Paolo e di sua moglie, la principessa Olimpia Aldobrandini. Suo padre era figlio del principe Marcantonio II Borghese, ma premorì a quest'ultimo e così nel 1646 Giovanni Battista si ritrovò precocemente erede diretto delle sostanze di suo nonno.

### Principe di Sulmona
Alla morte di suo nonno, Giovanni Battista era ancora troppo giovane per ottenere da solo l'amministrazione delle intere sostanze della sua famiglia e per questo venne posto sotto la tutela di sua nonna paterna, la nobildonna Camilla Orsini. La posizione di Giovanni Battista fu ad ogni modo estremamente privilegiata a tal punto che il re di Spagna lo incluse ancora adolescente nell'Ordine di Calatrava, mentre le repubbliche di Genova e Venezia gli offrirono entrambe la cittadinanza onoraria. Nel 1654, quando venne dichiarato maggiorenne, poté assumere il controllo dell'intero patrimonio di famiglia ed in particolare delle vaste proprietà fondiarie nello Stato della Chiesa e nel Regno di Napoli, tra cui spiccava il ricco feudo del principato di Rossano, già di proprietà degli Aldobrandini.

### Matrimonio
Giovanni Battista sposò a Sora il 22 ottobre 1658 la principessa Eleonora Boncompagni (7 giugno 1642 - 9 settembre 1695), figlia di Ugo Boncompagni, IV duca di Sora e di sua moglie, la nobildonna Maria Ruffo. 
Il suo matrimonio con Eleonora Boncompagni, figlia di una delle casate più rilevanti della Roma papalina, confermò la volontà della sua famiglia di continuare ad intrecciare forti legami con l'aristocrazia locale, come pure proseguì con l'acquisto di ulteriori beni tra cui la vasta tenuta di Sant'Onesto, acquistata per la somma di 11.000 scudi dai principi Cesi e la costruzione di un nuovo palazzo nobiliare a Pratica di Mare. Propose anche a papa Innocenzo XI di nominarlo generale delle galee pontificie, carica da tempo non in uso, ma il pontefice gliela negò proprio perché comprese che il suo intento era esclusivamente quello di ottenere ulteriore denaro da tale posizione.

### Carriera diplomatica
Nel 1702, come suddito di un feudo sottoposto alla sovranità della Spagna, giurò fedeltà a Filippo V quando questi si portò a Napoli in visita al suo nuovo regno. In quello stesso anno fu Filippo V in persona a nominare Giovanni Battista quale suo ambasciatore straordinario presso Clemente XI, nuovo pontefice, di modo da ricompensare non solo la fedeltà dimostrata dai Borghese alla corona spagnola ma anche il recente riconoscimento che il pontefice aveva fatto in favore del nuovo re di Spagna a seguito della Guerra di successione spagnola. Filippo V concesse a Giovanni Battista anche la prestigiosa onorificenza dell'Ordine del Toson d'oro. Questa posizione di compromettente esposizione politica a favore di Filippo V, si ritorse contro lo stesso Giovanni Battista quando nel 1706 il futuro imperatore Carlo VI prese possesso del regno di Napoli, che lo dichiarò decaduto dal possesso dei suoi feudi.

### Ultimi anni e morte
Si ritirò quindi nella propria residenza romana, dedicandosi all'amministrazione dei beni di famiglia e facendo della propria casa un raffinato salotto culturale grazie anche alla sapiente complicità della moglie. Non mancarono ad ogni modo le polemiche legate alla sua persona quando offrì ospitalità al teologo spagnolo Miguel de Molinos, poi dichiarato eretico.
Morì a Roma l'8 maggio del 1717 e venne seppellito nella cappella della sua famiglia nella basilica di Santa Maria Maggiore.

## Discendenza
Giovanni Battista Borghese e la principessa Eleonora Boncompagni ebbero quattro figli:
- Marcantonio (1660-1729), III principe di Sulmona;
- Anna Camilla (11 febbraio 1662-29 settembre 1715)[2], sposò in prime nozze nel 1684 il principe Francesco Maria I Pico della Mirandola (morto il 19 aprile 1689); in seconde nozze nel 1693 Antonio del Giudice, principe di Cellamare;
- Paolo (23 novembre 1663-25 agosto 1701), dottore in legge, chierico apostolico[3].
- Scipione (23 agosto 1666-marzo 1692)[4][5]

## Ascendenza
|                                                    |                                                   |                                       | Genitori                                     |  |  | Nonni |  |  | Bisnonni                                       |  |  | Trisnonni            |  |
|                                                    |                                                   |                                       |                                              |  |  |       |  |  | Giovanni Battista Borghese, principe di Vivaro |  |  | Marcantonio Borghese |  |
|                                                    |                                                   |                                       |                                              |  |  |       |  |  | Giovanni Battista Borghese, principe di Vivaro |  |  | Marcantonio Borghese |  |
|                                                    |                                                   | Flaminia Astalli                      |                                              |  |  |       |  |  | Giovanni Battista Borghese, principe di Vivaro |  |  |                      |  |
| Marcantonio II Borghese, I principe di Sulmona     |                                                   |                                       |                                              |  |  |       |  |  | Giovanni Battista Borghese, principe di Vivaro |  |  |                      |  |
|                                                    |                                                   | Virginia Lante                        | Ludovico Lante                               |  |  |       |  |  |                                                |  |  |                      |  |
|                                                    |                                                   | Virginia Lante                        | Ludovico Lante                               |  |  |       |  |  |                                                |  |  |                      |  |
|                                                    |                                                   | Virginia Lante                        | Lavinia Maffei                               |  |  |       |  |  |                                                |  |  |                      |  |
| Paolo Borghese                                     |                                                   | Virginia Lante                        |                                              |  |  |       |  |  |                                                |  |  |                      |  |
|                                                    |                                                   | Virginio Orsini, II duca di Bracciano | Paolo Giordano I Orsini, I duca di Bracciano |  |  |       |  |  |                                                |  |  |                      |  |
|                                                    |                                                   | Virginio Orsini, II duca di Bracciano | Paolo Giordano I Orsini, I duca di Bracciano |  |  |       |  |  |                                                |  |  |                      |  |
|                                                    |                                                   | Virginio Orsini, II duca di Bracciano | Isabella de' Medici                          |  |  |       |  |  |                                                |  |  |                      |  |
| Camilla Orsini                                     |                                                   | Virginio Orsini, II duca di Bracciano |                                              |  |  |       |  |  |                                                |  |  |                      |  |
|                                                    |                                                   | Flavia Damasceni Peretti              | Fabio Damasceni                              |  |  |       |  |  |                                                |  |  |                      |  |
|                                                    |                                                   | Flavia Damasceni Peretti              | Fabio Damasceni                              |  |  |       |  |  |                                                |  |  |                      |  |
|                                                    |                                                   | Flavia Damasceni Peretti              | Maria Felice Mignucci Peretti                |  |  |       |  |  |                                                |  |  |                      |  |
| Giovanni Battista Borghese, II principe di Sulmona |                                                   | Flavia Damasceni Peretti              |                                              |  |  |       |  |  |                                                |  |  |                      |  |
|                                                    | Gianfrancesco Aldobrandini, I principe di Meldola | Giorgio Aldobrandini                  |                                              |  |  |       |  |  |                                                |  |  |                      |  |
|                                                    | Gianfrancesco Aldobrandini, I principe di Meldola | Giorgio Aldobrandini                  |                                              |  |  |       |  |  |                                                |  |  |                      |  |
|                                                    | Gianfrancesco Aldobrandini, I principe di Meldola | Margherita Dal Corno                  |                                              |  |  |       |  |  |                                                |  |  |                      |  |
| Giorgio Aldobrandini, II principe di Meldola       | Gianfrancesco Aldobrandini, I principe di Meldola |                                       |                                              |  |  |       |  |  |                                                |  |  |                      |  |
|                                                    |                                                   | Olimpia Aldobrandini                  | Pietro Aldobrandini                          |  |  |       |  |  |                                                |  |  |                      |  |
|                                                    |                                                   | Olimpia Aldobrandini                  | Pietro Aldobrandini                          |  |  |       |  |  |                                                |  |  |                      |  |
|                                                    |                                                   | Olimpia Aldobrandini                  | Flaminia Ferracci                            |  |  |       |  |  |                                                |  |  |                      |  |
| Olimpia Aldobrandini, III principessa di Meldola   |                                                   | Olimpia Aldobrandini                  |                                              |  |  |       |  |  |                                                |  |  |                      |  |
|                                                    |                                                   | Orazio Ludovisi, I duca di Fiano      | Pompeo Ludovisi, conte di Samoggia           |  |  |       |  |  |                                                |  |  |                      |  |
|                                                    |                                                   | Orazio Ludovisi, I duca di Fiano      | Pompeo Ludovisi, conte di Samoggia           |  |  |       |  |  |                                                |  |  |                      |  |
|                                                    |                                                   | Orazio Ludovisi, I duca di Fiano      | Camilla Bianchini                            |  |  |       |  |  |                                                |  |  |                      |  |
| Ippolita Ludovisi                                  |                                                   | Orazio Ludovisi, I duca di Fiano      |                                              |  |  |       |  |  |                                                |  |  |                      |  |
|                                                    |                                                   | Lavinia Albergati                     | Fabio Albergati                              |  |  |       |  |  |                                                |  |  |                      |  |
|                                                    |                                                   | Lavinia Albergati                     | Fabio Albergati                              |  |  |       |  |  |                                                |  |  |                      |  |
|                                                    |                                                   | Lavinia Albergati                     | Flaminia Bentivoglio                         |  |  |       |  |  |                                                |  |  |                      |  |
|                                                    |                                                   | Lavinia Albergati                     |                                              |  |  |       |  |  |                                                |  |  |                      |  |